# Georg Hiltl

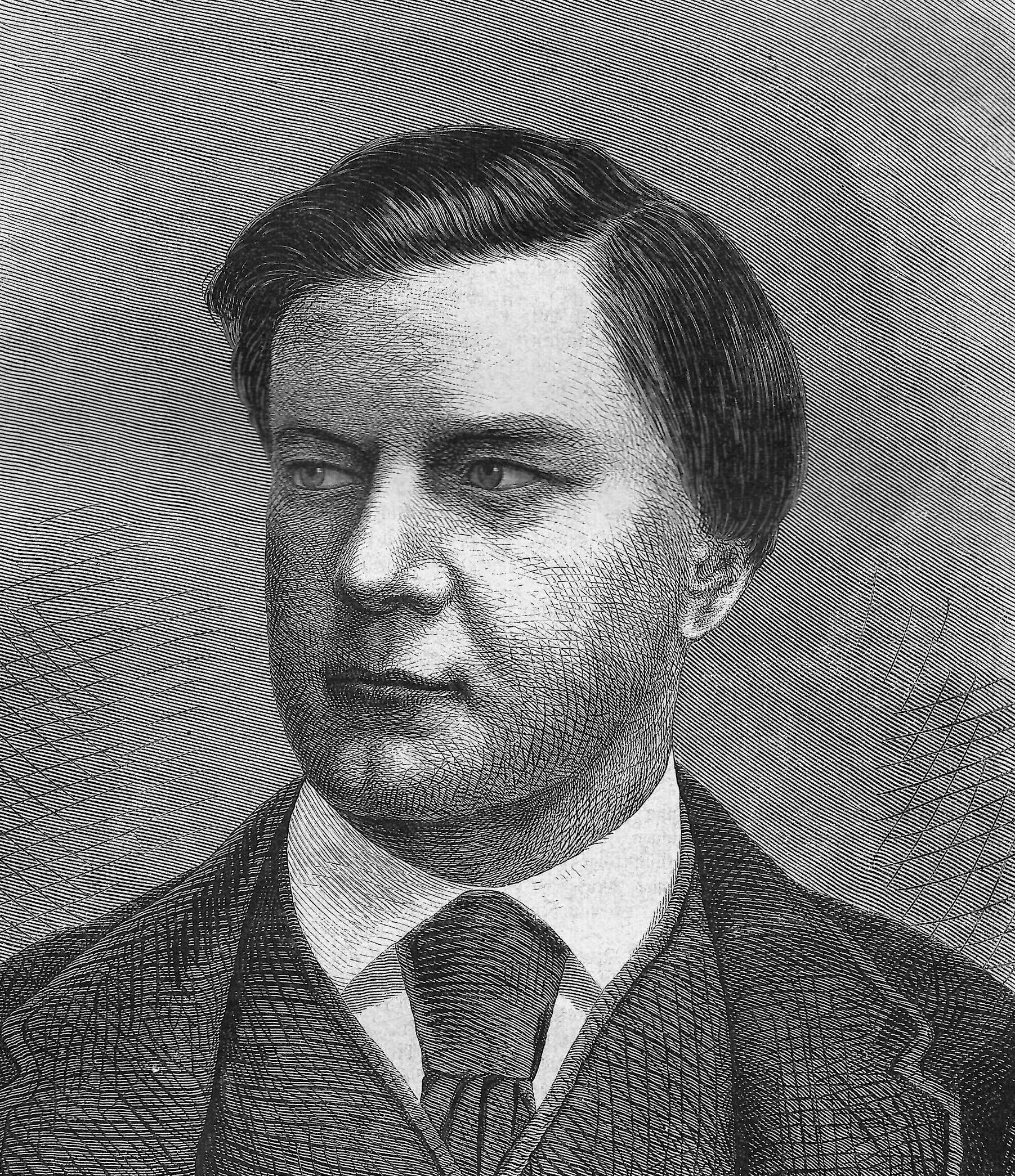
Georg Hiltl, um 1872

Georg Johann Hiltl (* 16. Juli 1826 in Berlin; † 15. November 1878 ebenda) war ein deutscher Theaterschauspieler, -regisseur und Schriftsteller. 

## Leben
Georg Hiltl war Sohn des Hoftapezierers Anton Hiltl. Der Vater wirkte mit bei der Ausstattung des Carlschen Stadtpalais am Wilhelmplatz.
Georg Hiltl widmete sich, auf Betreiben  Theodor Dörings, der Bühne, fand 1843 Engagement in Hannover, 1845 am Hoftheater seiner Vaterstadt, an dem er auch von 1854 bis 1861 als Regisseur tätig war. Seine Studien über mittelalterliche Waffen verschafften ihm 1873 die Direktion der berühmten Waffensammlung des Prinzen Carl von Preußen, die er beschrieb (Berlin 1861, 1876).
Nachdem er seine literarische Tätigkeit mit Übersetzungen französischer Dramen begonnen hatte, wandte er sich der Novellistik zu und schrieb eine Reihe von Romanen und Erzählungen meist historischen Inhalts, die viel gelesen wurden, ohne höheren Ansprüchen zu genügen. Darunter war auch ein Werk über die Madame de Brandebourg, das er 1863 in der Gartenlaube veröffentlichte. Er war Mitbegründer der 1875 gegründeten Zeitschrift Der Bär. Berlinische Blätter für vaterländische Geschichte und Alterthumskunde.
Georg Hiltl starb 1878 im Alter von 52 Jahren in Berlin an den Folgen einer Gehirnerweichung. Er wurde auf dem Alten St.-Matthäus-Kirchhof in Schöneberg beigesetzt. Das Grab ist nicht erhalten geblieben. Hiltls früher Tod verhinderte die Fertigstellung eines Antikenkatalogs.

## Schriften
- Madame de Brandebourg. In: Die Gartenlaube. Heft 44, 1863, S. 695 (Volltext [Wikisource]).
- Gefahrvolle Wege (Berlin)
- Unter der roten Eminenz (Berlin 1869);
- Der alte Derflinger und seine Dragoner (Leipzig 1871);
- Das Roggenhauskomplott (Berlin 1873);
- Die Damen von Nanzig (Berlin. 1874);
- Auf immer verschwunden (Berlin 1878) etc.
- Der böhmische Krieg und der Mainfeldzug (4. Auflage, Berl, 1875);
- Der französische Krieg von 1870/71 (3. Auflage, das. 1876);
- Preußische Königsgeschichten (Bielefeld 1875) u. a.